# Philonthus lepidus
Philonthus lepidus – gatunek chrząszcza z rodziny kusakowatych i podrodziny kusaków.
Gatunek ten został opisany w 1802 roku przez Johanna L.C.C. Gravenhorsta jako Staphylinus lepidus.
Chrząszcz o wydłużonym ciele długości od 6 do 7 mm, ubarwionym czarno z żółtoczerwonymi lub czarnobrunatnymi pokrywami oraz brunatnożółtymi odnóżami, pierwszym członem czułków i nasadą ich drugiego członu. Głowę ma w zarysie owalną, nieco dłuższą niż szerszą, podobnie jak przedplecze pozbawioną mikrorzeźby. Czułki mają przedostatni człon o szerokości nie większej od długości. Pokrywy są krótsze od przedplecza, a punkty na nich są rozmieszczone gęsto i nie przekraczają rozmiarami tych na odwłoku. Piąty tergit odwłoka cechuje brak wyraźnej, błoniastej obwódki na tylnej krawędzi. Samiec ma aparat kopulacyjny symetryczny, obrócony o kąt prosty wokół osi podłużnej, zaopatrzony w paramerę podzieloną na trzy ostre wyrostki.
Owad o rozsiedleniu północnopalearktycznym, rozprzestrzeniony od wschodniej Francji na zachodzie, przez Rosję i Kazachstan po Mongolię i Chiny. W Europie na północ sięga do Wielkiej Brytanii, południa Skandynawii, Finlandii i Karelii, a na południe po północne Włochy i Bałkany. Preferuje tereny otwarte, szczególnie z piaszczystym i wapiennym podłożem, jak nasłonecznione zbocza, pobrzeża rzek i jezior oraz rejon nadmorski. Bytuje pod gnijącymi szczątkami roślin, u nasady starych, samotnych drzew i przy korzeniach roślin. Rzadko bywa spotykany w widnych lasach.